# محض عشق
محض عشق (انگلیسی: For Love's Sake) فیلمی ژاپنی در سبک موزیکال و رمانتیک به کارگردانی تاکاشی میکه محصول سال ۲۰۱۲ است. این فیلم بر اساس سری مانگای آی تو ماکوتو از ایککی کاجیوارا و تاکومی ناگایاسو ساخته شده‌است. نمایش نخست این فیلم در جشنواره فیلم کن در ۲۱ مه ۲۰۱۲ بود که در آنجا خارج از رقابت پخش شد.